# Jon Voss
Jon Voss, född 22 september 1959 i S:t Johannes församling i Stockholm, är en svensk journalist, redaktör och HBTQ-aktivist.

## Bakgrund
Voss är son till Bertil Gustav Philip Voss, född 25 september 1927 i Hedvig Eleonora församling, Stockholm, och Barbro Juno Dali Voss (född Strömberg) född 25 juni 1927 i Katarina församling, Stockholm. Han är född och växte upp i Stockholm. Han gick i samma klass som Jens Orback, sedermera socialdemokratisk politiker. Voss fick 1977 sin första kontakt med regnbågsmedia, genom att han publicerade poesi i Revolt. Han medverkade även i en intervju i samma tidning det året.
För den av RFSL vid tiden nystartade Stockholms Gayradios räkning bevakade Voss bland ockupationen av Socialstyrelsen under 1979. Ockupationen har gått till historien eftersom den ledde till att Barbro Westerholm, i egenskap av Socialstyrelsens då nytillträdda generaldirektör, senare samma år undertecknade ett beslut om att homosexualitet inte längre skulle klassas som en sjukdom.

## Karriär
Voss blev Stockholmsredaktör för tidningen Revolt under 1980. Sex år senare grundade han tillsammans med Dodo Parikas och Martin Loeb tidningen Reporter, vilken han sedan var med och drev i cirka 10 års tid fram till 1995.
Efter att tidningen Reporter lades ner var Voss en av de som grundade tidningen QX och förlaget Polcop AB under 1995. Polcop AB bytte sedermera namn till QX Förlag AB. Voss var tidningens första chefredaktör och kvarstod i den rollen till 1999. Han har sedermera även verkat som förlagschef, ansvarig utgivare och verkställande direktör vid QX Förlag AB. Voss har under i princip hela Tidningen QX historia varit en återkommande skribent där.
Vid sidan om sin publicistiska karriär har Voss i flera decennier verkat som HBTQ-aktivist. Som sådan har han bland annat varit engagerad för RFSL och ILGA.

## Priser och utmärkelser
2025 - Gamla Hjältars Pris (RFSL-Stockholm) 